# غواصة فانغارد
غواصة فئة فانغارد هي فئة غواصات تعد أضخم الغواصات التي أنتجتها المملكة المتحدة. تبلغ حمولتها، وهي غائصة، 15.900 طن؛ وهي ضعف حمولة الغواصات من فئة،Resolution Class، التي حلت بدلاً منها. ولقد دخلت أول هذه الغواصات الخدمة في عام 1993، وبدأت في فبراير عام 2002، إجراءات العمرة الرئيسية لها.
تستطيع الغواصة من هذه الفئة حمل 16 صاروخ Trident II، أو Trident D5 الذي يحمل الاسم الرمزي UGM–133 A، وهو صاروخ إستراتيجي، ينطلق من الغواصات Submarine Launched Ballistic Missile SLBM. ويحمل كلّ صاروخ من هذه الصواريخ العديد من الرؤوس الحربية، التي يوجه كلّ رأس منها إلى هدف مستقل؛ وتبلغ قوة كلّ رأس منها 120 كيلو طن. وحدد عدد الرؤوس النووية التي تحملها الغواصة الواحدة بثمانية وأربعين رأسا فقط. يبلغ مدى صاروخ Trident II حوالي 11 ألف كم، ويطير بسرعة تزيد على سرعة الصوت.
زودت الغواصات من فئة Vanguard بأربعة أنابيب لقذف الطوربيد عيار 533 مم. وتحمل الغواصة الطوربيدات من نوعَي Tigerfish وSpearfish. يبلغ وزن طوربيد Tigerfish 134 كجم، وهو موجة بالسلك، ويبلغ مداه 29 كم؛ بينما يبلغ مدى طوربيد Spearfish 65 كم. الغواصات من هذه الفئة مزودة بالنظام 2066 2071 لإطلاق الأجسام الخداعية، لتضليل الأسلحة الموجهة ضد الغواصة. كما تحمل نظام المعاونة الإلكترونية UAPMK 3؛ إضافة إلى نظام السونار المركب 2054، ونظام السونار المتطور من النوع 2046. وهي كذلك مزودة ببيريسكوب يحتوي على كاميرا تلفزيونية وجهاز تصوير حراري. وتستخدم الغواصة راداراً ملاحياً من النوع 1007. تحصل الغواصة على الطاقة اللازمة لها من مفاعل نووي من النوع PWR-2. وهو يوفر للغواصة طاقة تكفي للدوران حول العالم 20 مرة، بدون إعادة تنشيط لقلب المفاعل. أمّا القوة الدافعة، فتمتثل في محركَين من النوع التوربيني، لهما محور مشترك.

## المواصفات العامة والفنية

### الأبعاد الخارجية
- الطول: 149.9 م.
- العرض: 12.8 م.
- الارتفاع: 12 م.

### الأوزان
- حجم الإزاحة : 16 طن (بالغوص)

### الأداء
السرعة، وهي غاطسة: 45كم/ س.

### القوة المحركة
- المفاعل النووي: PWR . 2.
- المحرك: محركان من النوع التوربيني، الذي يعمل بقوة ضغط البخار، لهما محور مشترك.
- قدرة كلّ محرك: 27.500 حصان.
- تغوص من 5\7 كم تحت اعماق المحيطات

### التسليح
- صاروخ : Trident I 16 صاروخاً.
- قاذف طوربيد 533 مم: 4 قواذف، يمكنها إطلاق صواريخ Harpoon المضادة للسفن.

### الطاقم
- الضباط والدرجات الأخرى: 135 فرداً.